# Gesamtdeutsche Mannschaftsmeisterschaft im Schach 1953
Die Gesamtdeutsche Mannschaftsmeisterschaft im Schach 1953 fand am 7. November 1953 in Leipzig statt.

## Überblick

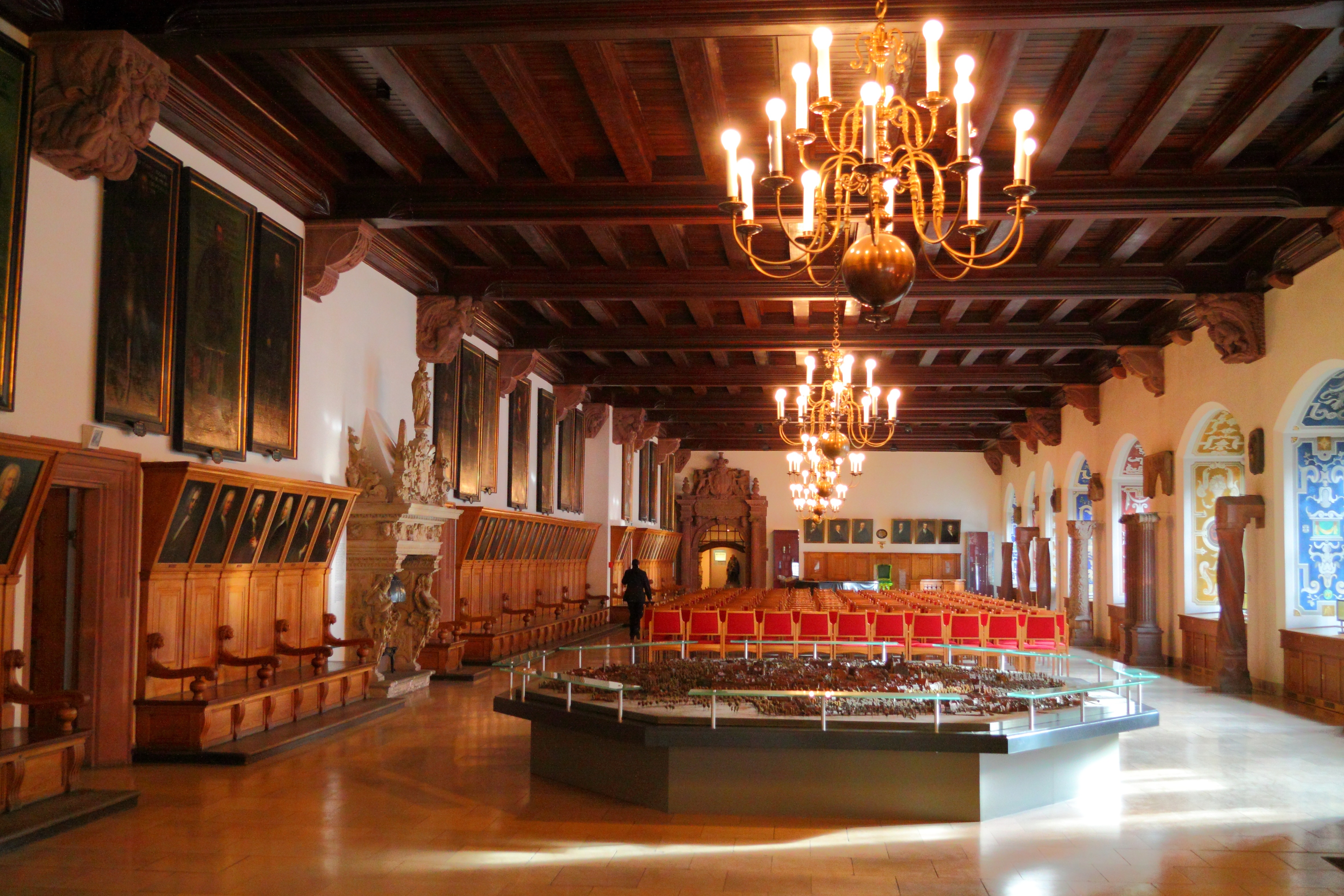
Festsaal im Alten Rathaus

Es traten der Westdeutsche Meister 1952, der Münchener Schachclub, und der DDR-Meister Einheit Leipzig-Ost bei der Gesamtdeutschen Mannschaftsmeisterschaft 1953 an.
Der MSC 1836 gewann mit einem 6:2-Sieg gegen den DDR-Meister Einheit Leipzig-Ost zum zweiten Mal nach Kriegsende die gesamtdeutsche Mannschaftsmeisterschaft.
Die Münchener Mannschaft traf am 6. November 1953 morgens im Leipziger Hauptbahnhof ein. Begleitet wurde sie von Friedrich A. Stock, Vizepräsident des Deutschen Schachbundes. Nach herzlicher Begrüßung durch den Vizepräsidenten Grätz der Sektion Schach ging es zum gegenüberliegenden Parkhotel, um etwas Schlaf nachzuholen. Der erste Tag mit Mittagessen im Auerbachs Keller und einem Bummel durch die Stadt ließ die Reisemüdigkeit verfliegen. Am Samstag, den 7. November 15 Uhr, begann im Festsaal des Alten Rathauses der Wettkampf.

## Gesamtdeutsche Meisterschaft 1953
| Brett | München            | Leipzig            | 6,0:2,0 |
| ----- | ------------------ | ------------------ | ------- |
| 1     | Wolfgang Unzicker  | Wolfgang Pietzsch  | 1:0     |
| 2     | Paul Tröger        | Günter Weinitschke | 0,5:0,5 |
| 3     | Josef Steger       | Sieghart Dittmann  | 0:1     |
| 4     | Günter Maier       | Schiffer           | 0,5:0,5 |
| 5     | Otto Thiermann     | Erich Kübart       | 1:0     |
| 6     | Paul Kieninger     | Kurt Großner       | 1:0     |
| 7     | Gerner             | Hans Engel         | 1:0     |
| 8     | Heinz de Carbonnel | Herbert Starke     | 1:0     |

## Die Meistermannschaft
| 1.            | Münchener SC 1836 |
| Schachfiguren | Wolfgang Unzicker, Paul Tröger, Josef Steger, Günter Maier, Otto Thiermann, Paul Kieninger, Gerner, Heinz de Carbonnel. |